# 알텐키르헨군

라인란트팔츠 주에서의 위치

알텐키르헨군(독일어: Landkreis Altenkirchen)은 독일 라인란트팔츠 주의 북단에 위치한 군으로, 군청소재지는 알텐키르헨 (베스터발트)(Altenkirchen (Westerwald))이다. 2015년 인구조사 기준으로, 군의 인구는 129,171명이다. 노르트라인베스트팔렌 주의 라인지크 군, 오버베르크 군(Oberbergischer Kreis), 라인베르크 군(Rheinisch-Bergischer Kreis), 그리고 렘샤이트 시와 부퍼탈 시에 맞닿아 있다.